# Edmond Alexis Lucien Pascal

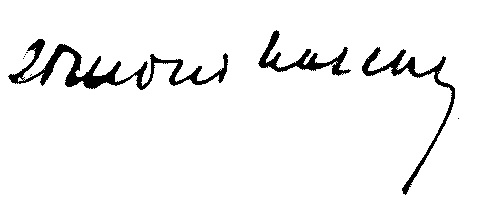

Edmond Alexis Lucien Pascal est un haut fonctionnaire et préfet français, né le 15 avril 1885 à Sault et mort le 20 novembre 1959 à Sault. Avocat, il intègre le corps préfectoral en 1920, notamment comme préfet des Ardennes durant 5 ans, couvrant à ce titre le début de la Seconde Guerre mondiale et l'exode de 1940.

## Biographie
Licencié en droit en 1907, il est avocat à la cour d'appel d'Aix-en-Provence avant d'intégrer le corps préfectoral. Mobilisé pendant la Première Guerre mondiale, du 2 août 1914 au 25 avril 1919, il est la Légion d'honneur,.
Conseiller de préfecture de la Vienne le 16 janvier 1920, il est nommé sous-préfet de Die l'année suivante. Le 11 octobre 1924, il rejoint la sous-préfecture de Carpentras.
Nommé sous-préfet de Saumur le 16 février 1933, il n'y reste pas et devient secrétaire général de la préfecture de l'Hérault quelques mois plus tard.

### Préfet des Ardennes
Il est nommé préfet des Ardennes le 26 septembre 1936, à la demande de Pierre Viénot . 
À la suite de la déclaration de guerre de la France à l’Allemagne, le 2 septembre 1939, commence une période d’attente, avec des troupes cantonnés dans tout le département des Ardennes. C’est la période dite de la drôle de guerre pendant huit mois. Rien ne se passe jusqu’au 10 mai 1940. 
Le 10 mai, les troupes allemandes attaquent. Le 11 mai, elles sont sur la Meuse, à proximité de Sedan. Le premier ordre d’évacuation des populations ardennaises concerne la vallée de la Meuse et  est donné le 11 mai à l’aube, vers la Vendée et les Deux-Sèvres selon un plan d’évacuation préparé depuis des années. Le département se vide en 4 jours, essentiellement les 12 et 13 mai. Ultérieurement, les autorités allemandes prendront appui sur cette évacuation pour considérer le département des Ardennes comme une prise de guerre. Le 13 juin, Edmond Pascal, préfet des Ardennes, et le personnel de la préfecture se sont repliés à Rethel puis à Asfeld. Ils doivent ensuite quitter Asfeld pour rejoindre La Roche-sur-Yon puis Sainte-Hermine qui accueille quelques semaines la préfecture des Ardennes.
L'armistice est signé le 22 juin 1940, mettant fin aux hostilités. Des zones sont créées  en juillet 1940 par l'occupant, les Ardennes se trouvant en zone interdite, et des lignes de démarcation sont  mises en place. Dans la zone interdite, le retour des réfugiés de toutes catégories est suspendu pendant plusieurs mois par les autorités allemandes. Seuls sont autorisés à pénétrer dans cette zone les Luxembourgeois, les Belges, les Hollandais et les Neutres.
Les motifs officiellement invoqués sont : l’ampleur des destructions matérielles et les récoltes perdues. Plusieurs mois après la fin des combats, les villages ardennais sont encore fortement dépeuplés. Ces mesures s'aménagent progressivement mais à Charleville et Mézières, 1 200 habitants sur 52 000 ont réussi à rentrer le 6 juillet 1940. Début 1941, ils sont 4 000 à Sedan, sur 20 000. En septembre 1941, 18 000 Ardennais sur 290 000 sont revenus sur leurs lieux d'habitation.

### Résistance
Limogé le 29 juin 1941 par le régime de Vichy, il revient dans sa région d'origine et rejoint la résistance. Recherché par la Gestapo à partir de décembre 1943, il se réfugie dans le maquis du Lubéron. En août 1944, l'armée allemande détruit sa maison familiale de Sault.
Il est mis en disponibilité de l'administration préfectorale puis à la retraite au printemps 1943.